# Крістіансбург (Огайо)
Крістіансбург (англ. Christiansburg) — селище (англ. village) в США, в окрузі Шампейн штату Огайо. Населення — 505 осіб (2020).

## Географія
Крістіансбург розташований за координатами 40°3′24″ пн. ш. 84°1′31″ зх. д. / 40.05667° пн. ш. 84.02528° зх. д. (40.056538, -84.025252).  За даними Бюро перепису населення США в 2010 році селище мало площу 0,56 км², уся площа — суходіл. В 2017 році площа становила 0,62 км², уся площа — суходіл.

## Демографія
Згідно з переписом 2010 року, у селищі мешкало 526 осіб у 217 домогосподарствах у складі 143 родин. Густота населення становила 940 осіб/км².  Було 252 помешкання (450/км²).
Расовий склад населення:
| - 96,0 % — білих - 0,6 % — корінних американців - 0,2 % — азіатів - 1,1 % — осіб інших рас |

До двох чи більше рас належало 2,1 %. Частка іспаномовних становила 1,3 % від усіх жителів.
За віковим діапазоном населення розподілялося таким чином: 25,1 % — особи молодші 18 років, 58,0 % — особи у віці 18—64 років, 16,9 % — особи у віці 65 років та старші. Медіана віку мешканця становила 39,6 року. На 100 осіб жіночої статі у селищі припадало 97,0 чоловіків;  на 100 жінок у віці від 18 років та старших — 96,0 чоловіків також старших 18 років.
Середній дохід на одне домашнє господарство  становив 48 853 долари США (медіана — 44 286), а середній дохід на одну сім'ю — 52 307 доларів (медіана — 50 000). За межею бідності перебувало 10,6 % осіб, у тому числі 14,1 % дітей у віці до 18 років та 7,5 % осіб у віці 65 років та старших.
Цивільне працевлаштоване населення становило 241 осіб. Основні галузі зайнятості: виробництво — 23,7 %, роздрібна торгівля — 21,6 %, освіта, охорона здоров'я та соціальна допомога — 17,8 %.